# Hippopotamus amphibius
El hipopótamo común (Hippopotamus amphibius), también llamado hipopótamo del Nilo o hipopótamo de río, es un gran mamífero artiodáctilo fundamentalmente herbívoro que habita en el África subsahariana. Es, junto al hipopótamo pigmeo (Choeropsis liberiensis), uno de los dos únicos miembros actuales de la familia Hippopotamidae.
Es un animal semiacuático que habita en ríos y lagos y donde machos adultos territoriales con grupos de cinco a treinta hembras y jóvenes controlan una zona del río. Durante el día reposan en el agua o en el fango y tanto la cópula como el parto de este animal suceden en el agua. Al anochecer se vuelven más activos y salen a comer hierbas terrestres. Aunque los hipopótamos descansan juntos en el agua, el pastar es una actividad solitaria y no son territoriales en tierra.
A pesar de su parecido físico con los cerdos y otros ungulados terrestres, sus parientes vivos más cercanos son los cetáceos (ballenas, marsopas, etc.) de los que divergieron hace aproximadamente cincuenta y cinco millones de años. El ancestro común de ballenas e hipopótamos se separó de otros ungulados hace aproximadamente sesenta millones de años. Los fósiles de hipopótamo más tempranos que se conocen pertenecen al género Kenyapotamus, encontrados en África y datados como de hace aproximadamente dieciséis millones de años.
Es fácilmente reconocible por su torso en forma de barril, enorme boca y dientes, cuerpo con la piel lisa y casi sin pelo, patas rechonchas y su gran tamaño. Es el quinto animal terrestre por su peso (entre 1,5 y 3 toneladas), detrás del rinoceronte blanco (1,5 a 3,5 toneladas) y las 3 especies de elefantes (3 a 9 toneladas). A pesar de su forma achaparrada y cortas piernas, puede correr tan rápido como un humano promedio. Se han cronometrado hipopótamos a 30 km/h en distancias cortas. Es una de las criaturas más agresivas del mundo y a menudo es considerado como el animal más feroz de África. Hay aproximadamente de ciento veinticinco mil a ciento cincuenta mil hipopótamos en toda el África subsahariana; Zambia (40 000) y Tanzania (20 000-30 000) cuentan con las poblaciones más numerosas. Se encuentran amenazados a causa de la pérdida de su hábitat y por la caza furtiva para conseguir su carne y el marfil de sus dientes caninos.

## Etimología
En idioma español la palabra hipopótamo deriva del latín hippopotămus, que a su vez proviene del griego hippopótamos (ἱπποπόταμος), compuesto por híppos (ίππος), caballo y potamós (ποταμος), río, «caballo de río». Si los griegos de la época clásica designaban a este animal como «caballo de río», los árabes lo llamaban «búfalo de agua» y los antiguos egipcios «cerdo de río».

## Distribución
El hipopótamo común se extendía por Europa y África del Norte durante el Eemiense y el Pleistoceno tardío hasta hace aproximadamente treinta mil años. Durante el periodo glacial, los hipopótamos estaban presentes en el sudeste asiático y en el sur de Europa. Ya en tiempos históricos, la especie era común al sur del Mediterráneo oriental, en el bajo río Nilo en Egipto e incluso se encontraba hasta el valle de Jule en Palestina, pero se extinguió en esa región. El Behemot mencionado en la Biblia probablemente hace referencia al hipopótamo que habitaba entonces el río Jordán. Plinio el Viejo escribió que, en su tiempo, la mejor zona para cazar a este animal estaba en el nomo de Sais y aun abundaba en torno a Damieta después de la conquista árabe en 639. Fuentes europeas del siglo XVIII relatan que para ese tiempo era ya muy raro encontrar hipopótamos en el Delta del Nilo y probablemente desaparecieron de esa región durante la centuria siguiente.   
En la actualidad, el hipopótamo común se distribuye irregularmente en los ríos y lagos del África subsahariana: Uganda, Sudán, Somalia, Kenia, norte de Congo y Etiopía, en el oeste desde Ghana a Gambia y en el África austral (Botsuana, Sudáfrica, Zimbabue, Zambia). Existe una población aislada en Tanzania y Mozambique. Le gusta vivir en zonas de aguas permanentes y no demasiado profundas.

### Especie invasora en Colombia
En 1981, el narcotraficante Pablo Escobar adquirió con ayuda del contrabando, 4 ejemplares (un macho y tres hembras) y los alojó junto con otros animales en una reserva privada en su residencia en la Hacienda Nápoles, a 100 kilómetros al este de Medellín (Colombia). Tras la muerte de Escobar se consideró que eran demasiado difíciles de capturar y trasladar, por lo que se dejaron en la finca sin vigilancia. Años después otros animales que habían alojado en la finca como elefantes, jirafas y rinocerontes habían muerto, desaparecido o sido trasladados a zoos, pero los hipopótamos se reprodujeron y algunos escaparon de la hacienda. La población de hipopótamos introducidos pasó de 35 individuos en 2012 a entre 60 y 80 en 2020. Todos ellos relacionados con el cuarteto original importado por Escobar. Según nuevos estudios, la población ha crecido a un ritmo anual del 14,5% y podría alcanzar una población de 1.418 ejemplares en 2039.  Aunque existen iniciativas comunitarias locales que aprovechan su presencia para promover el turismo, el hipopótamo está considerado como una especie invasora fuera de África y puede representar riesgos económicos y ecológicos al competir por los mismos recursos con especies de la fauna silvestre nativa y afectar a la flora local alterando el hábitat y perturbando los procesos ecosistémicos, además de ser potenciales diseminadores de enfermedades exóticas, por lo que se han propuesto diversas medidas para su erradicación, en vista del importante desequilibrio ecológico que está ocasionando al país.
En marzo de 2021, la UICN envió una carta de intervención al Gobierno de Colombia, en la que aseguró que siguió de cerca el debate ambiental y recomendó a las autoridades empezar urgentemente un programa enfocado en eliminar la población de hipopótamos. También señaló respecto a la esterilización, que es muy poco probable que esta alternativa funcione en el largo plazo, porque esto no evita los impactos causados por los animales durante décadas, considerando que tienen una esperanza de vida de más de 40 años. A principios de 2023, se dio a conocer que algunos santuarios de India y México, estarían dispuestos a recibir algunos de estos hipopótamos, ya que cuentan con las condiciones para su traslado, mantenimiento y control.

## Descripción

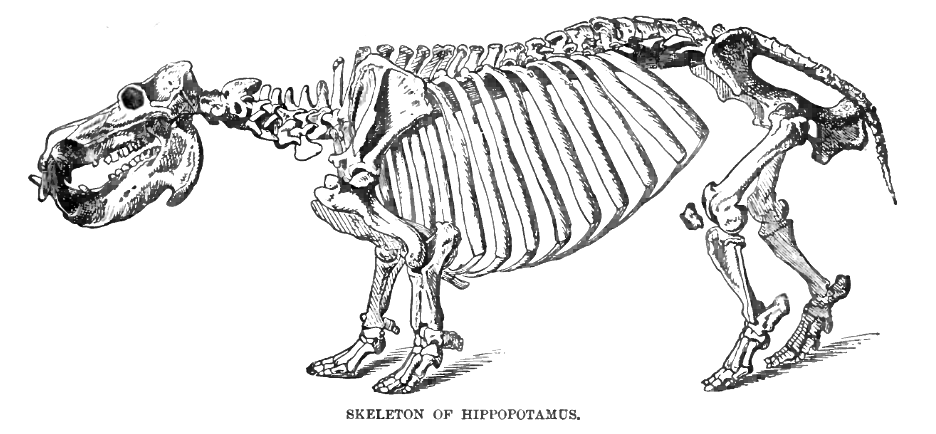
Dibujo de su esqueleto.

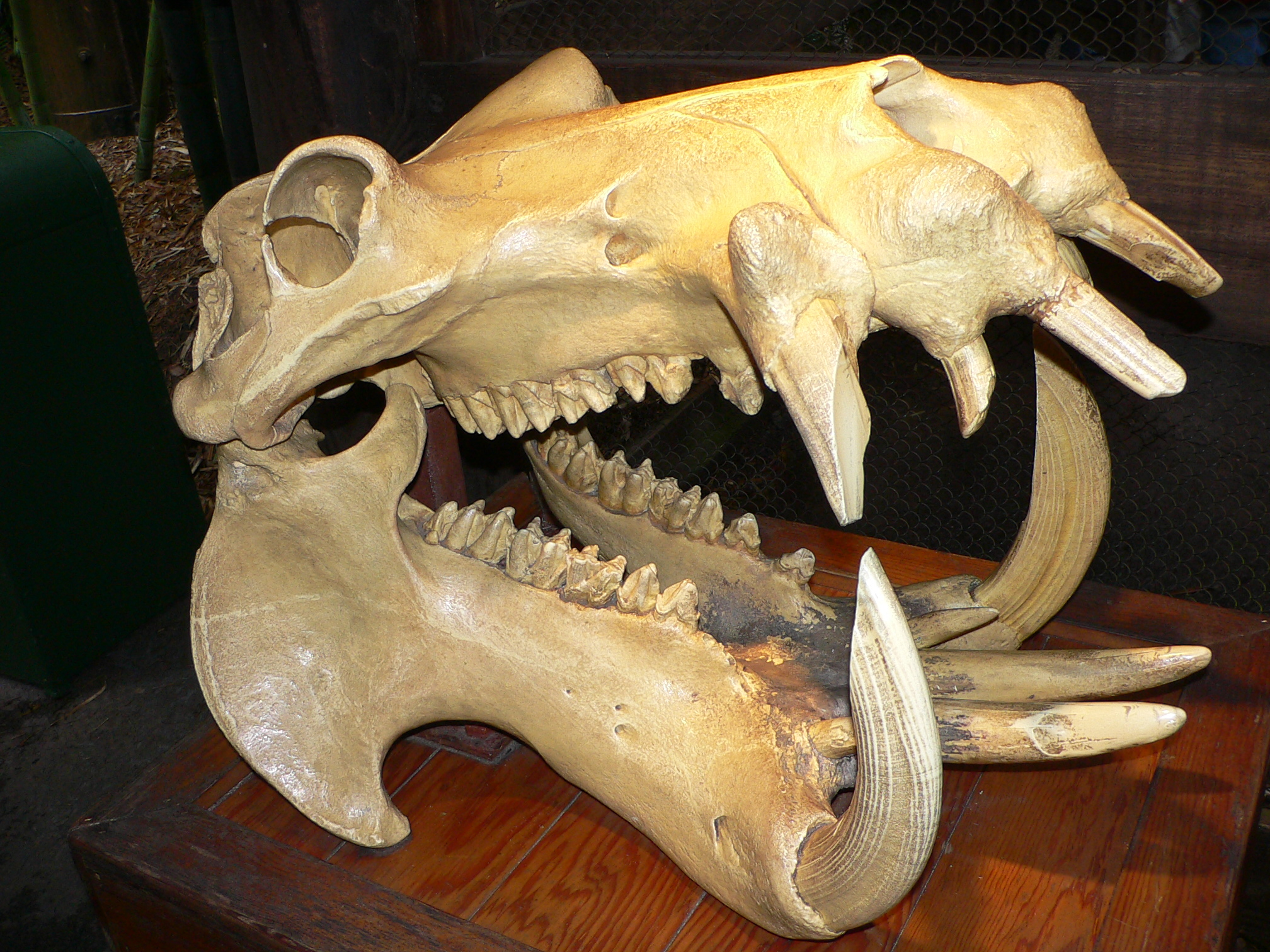
Cráneo de un hipopótamo, en el que se aprecian sus grandes colmillos.

El hipopótamo común es el quinto animal terrestre más grande del mundo en la actualidad (después de las tres especies de elefantes y el rinoceronte blanco). Pueden vivir en el agua o desplazarse por tierra, y su densidad relativa les permite hundirse y andar o correr bajo el agua por el fondo de los ríos. Están considerados como megafauna actual, pero a diferencia del resto de la megafauna africana, se han adaptado a una vida semiacuática en ríos y lagos de agua dulce.
Debido a su gran tamaño, los hipopótamos son difíciles de pesar en la naturaleza y la mayor parte de las estimaciones de su peso en estado silvestre provienen de operaciones realizadas en los años 1960. El peso medio para los machos adultos oscila entre 1500 y 1800 kg. Las hembras son más pequeñas que los machos, con unos pesos medios de entre 1300 y 1500 kg. Los machos más viejos llegan a pesos mucho mayores, alcanzando al menos 3200 kg y en ocasiones hasta 4500 kg. Los machos parece que crecen durante toda su vida, mientras que las hembras alcanzan su peso máximo en torno a los veinticinco años de edad. Miden entre 3,3 y 5,2 metros de largo incluida la cola, de unos 56 cm, y aproximadamente 1,5 m de altura hasta los hombros. El rango de medidas del hipopótamo común se superpone con las del rinoceronte blanco; la utilización de métricas diferentes hace que resulte difícil establecer cual de estos dos animales es el mayor animal terrestre tras los elefantes.
A pesar de ser unos animales de aspecto rechoncho, con su gran torso en forma de barril, en tierra pueden correr más rápido que un ser humano. Las estimaciones de su velocidad en carrera varían de 30, 40, o hasta 50 km/h; solo puede mantener estas altas velocidades en distancias cortas.

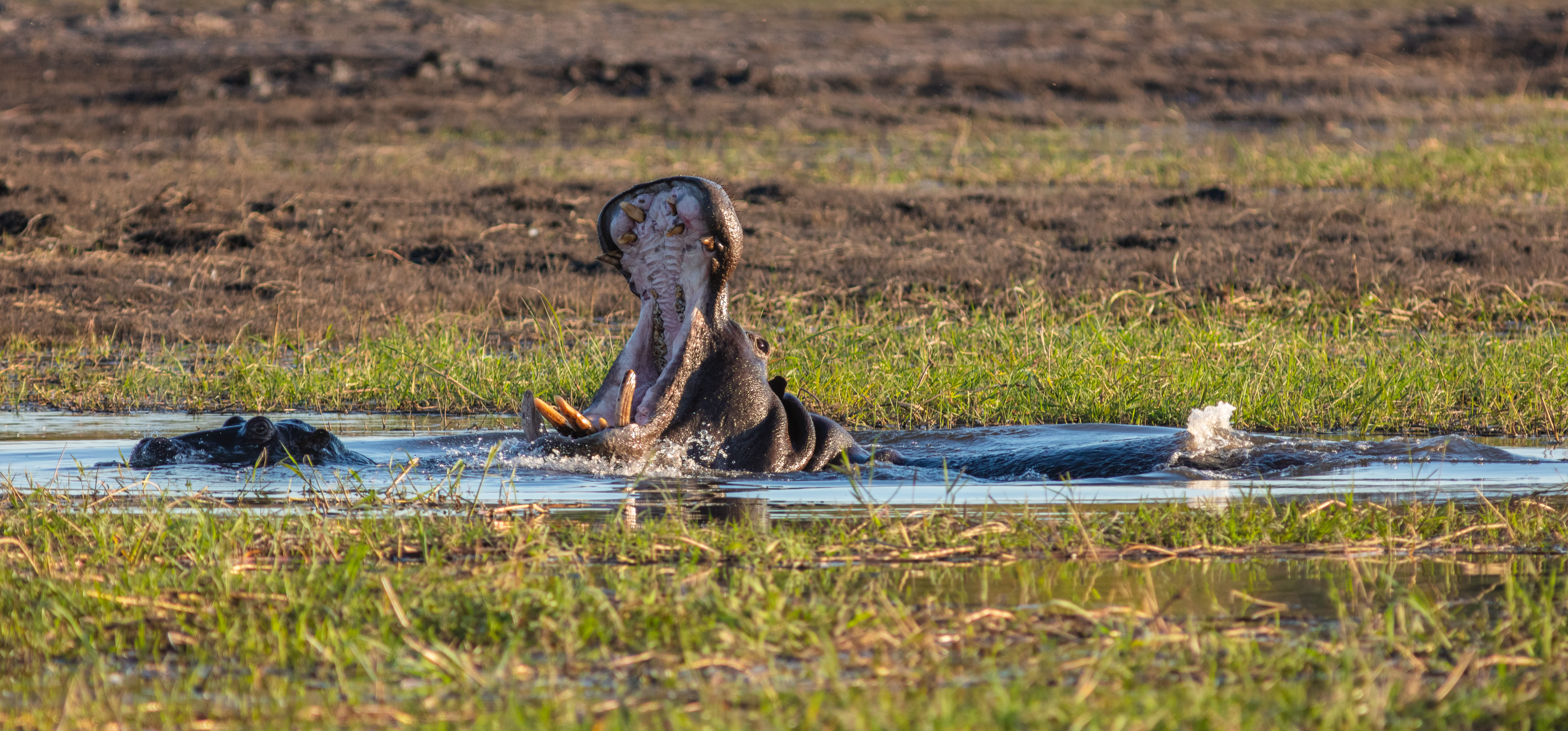
Hipopótamos en el parque nacional de Chobe, Botsuana.

Su boca es enorme y sus mandíbulas pueden abrirse en un ángulo de 150 grados; el cuello es corto y robusto y el cuerpo alargado y enormemente grueso, con el dorso más elevado en la grupa que en la cruz y hundido en la parte central; el vientre, amplio y redondeado, es colgante y llega a rozar el suelo cuando el animal camina por un terreno pantanoso. Los ojos, las orejas y las fosas nasales están situados en la parte superior de la cabeza, lo que les permite permanecer en el agua con la mayor parte del cuerpo sumergido en el agua y el fango de los ríos tropicales para mantenerse fresco y evitar las quemaduras solares. Tiene unas patas cortas con cuatro dedos bien desarrollados en cada una con terminaciones en pezuña y su estructura esquelética es graviportal, adaptada para sostener el gran peso de estos animales. Como otros mamíferos acuáticos, el hipopótamo tiene muy poco pelo. Aunque no es un rumiante posee un estómago complejo compuesto por tres divisiones o cámaras.

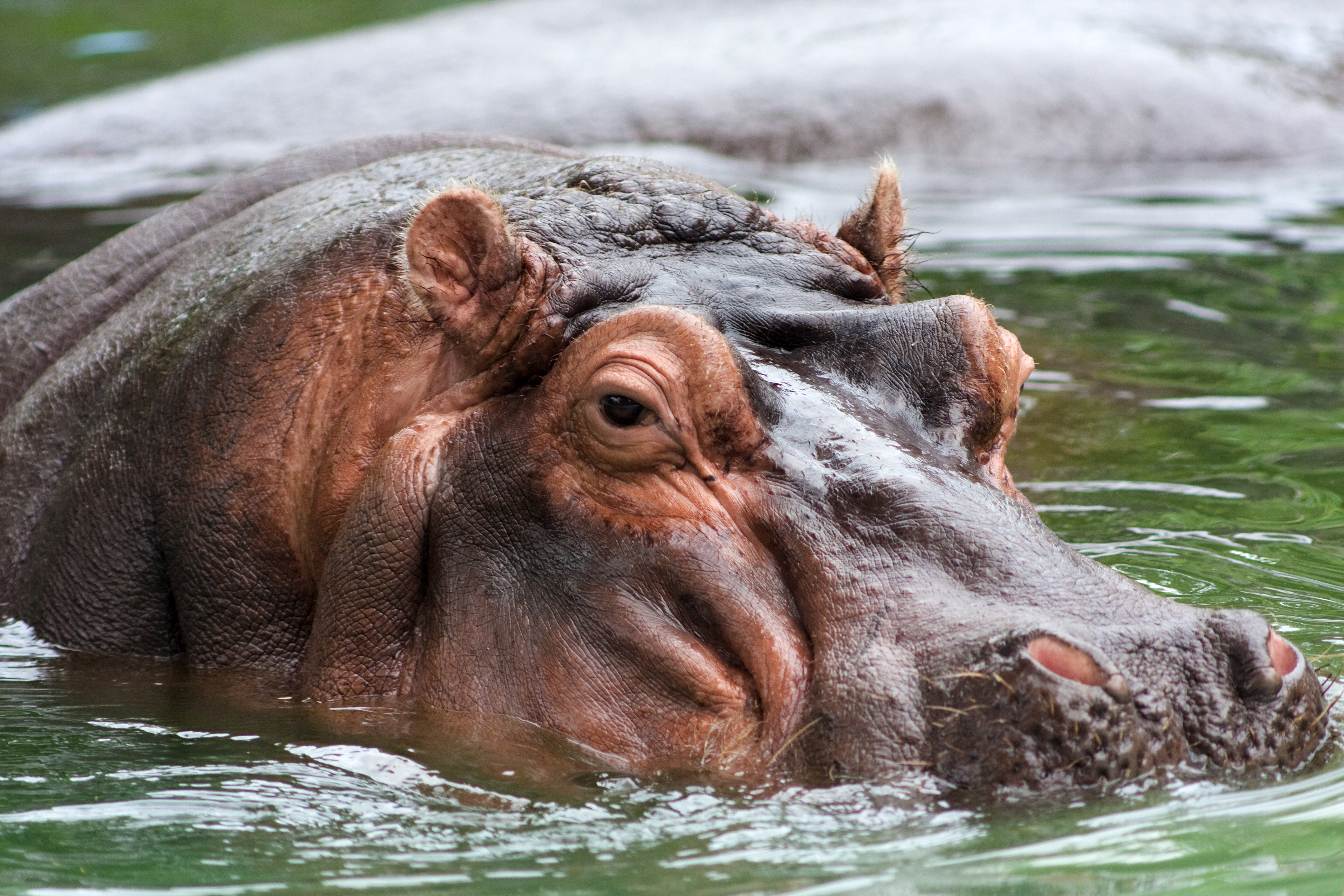
Hipopótamo semisumergido en el zoo de Memphis.

La piel es lisa con pliegues en el pecho y en el cuello y casi sin pelo con excepción de unas cortas cerdas en la cabeza y la cola. Es de color gris morado, con la parte inferior del cuerpo y en torno a los ojos y orejas de color marrón rosáceo; son comunes los casos de albinismo. La epidermis (capa externa) es uniformemente delgada, y la endodermis varía de unos 5-6 cm en espalda y grupa a menos de 1 cm en cabeza y vientre. Su piel secreta un protector solar natural de color rojizo, que hace que en ocasiones se diga que «suda sangre», pero ni es sudor ni es sangre; esta secreción es inicialmente incolora, para a los pocos minutos volverse rojo anaranjada y finalmente de color marrón. Se han identificado dos pigmentos distintos en las secreciones, uno rojo (ácido hiposudárico) y uno naranja (ácido norhiposudórico). Ambos son compuestos muy ácidos, e inhiben el crecimiento de bacterias causantes de enfermedades; por otra parte, la absorción de la luz de estos pigmentos alcanza el rango ultravioleta consiguiendo un efecto de pantalla solar. Todos los hipopótamos, incluso con diferentes dietas, secretan estos pigmentos, por lo que no parece que los produzcan en función de su alimentación. En cambio, los animales pueden sintetizar los pigmentos de precursores proteicos, como el aminoácido tirosina.
Cuentan con 2-3 pares de incisivos y los caninos de la mandíbula inferior tienen la apariencia de dos enormes colmillos, que pueden superar en el caso de los machos los 50 cm de longitud (la mitad en el caso de las hembras) y alcanzar un peso de 4 kg; son triangulares, curvados en forma de media luna, romos en su extremo y provistos de surcos longitudinales. Los colmillos de la mandíbula superior son mucho más cortos y débiles, y también curvados y romos en su extremo. Se ha medido la fuerza de la mordedura de un hipopótamo hembra adulto en 8100 N.

## Ecología y etología

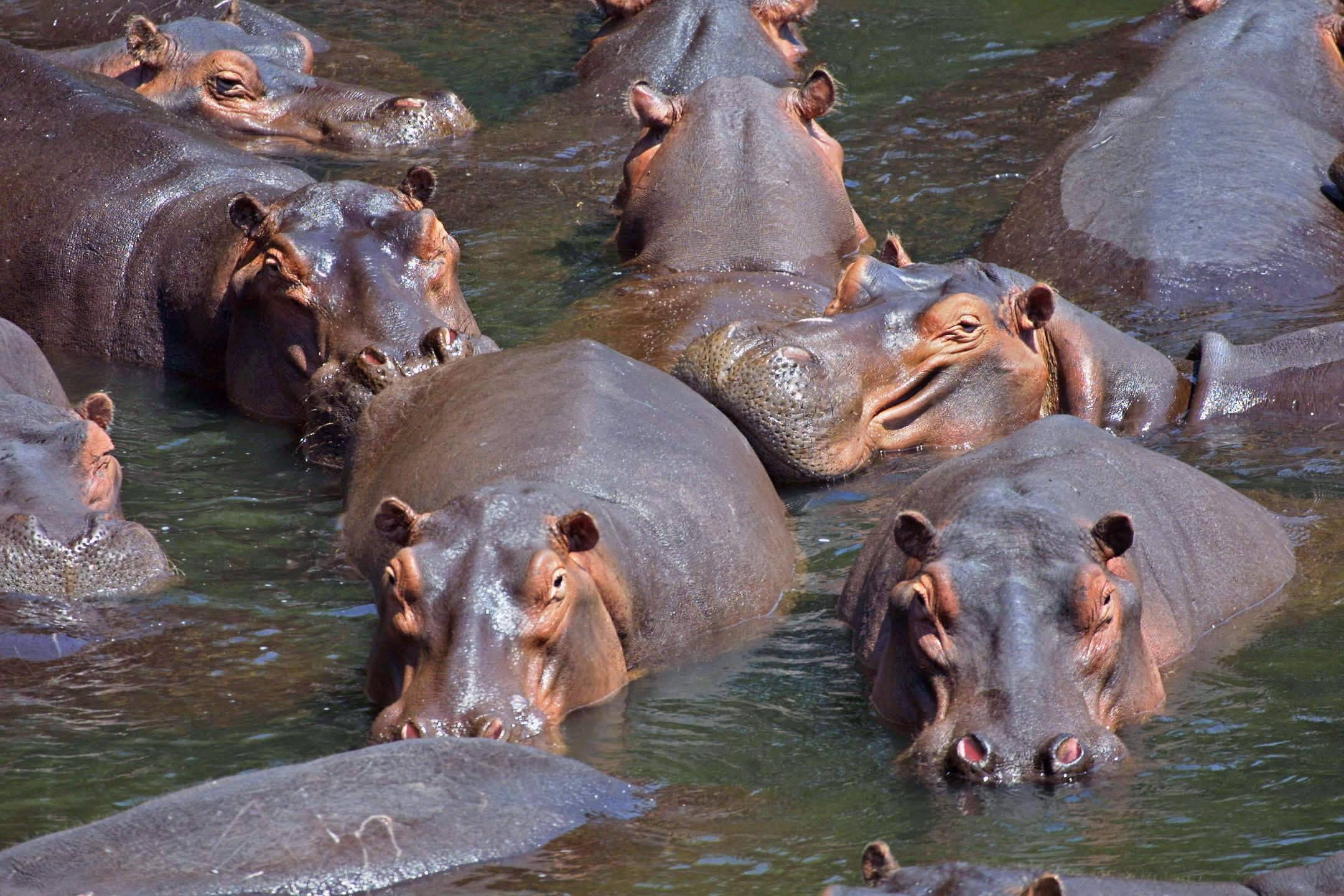
Grupo de hipopótamos en el valle de Luangwa, Zambia.

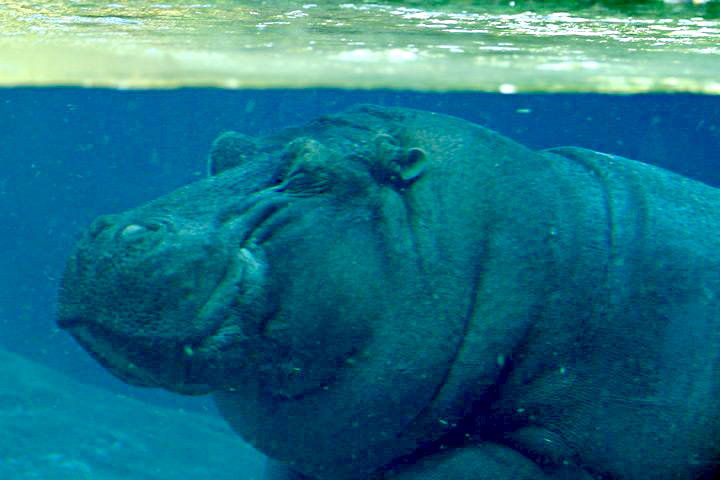
Hipopótamo sumergido en el zoo de San Diego. Los adultos emergen para respirar cada 3-5 minutos.

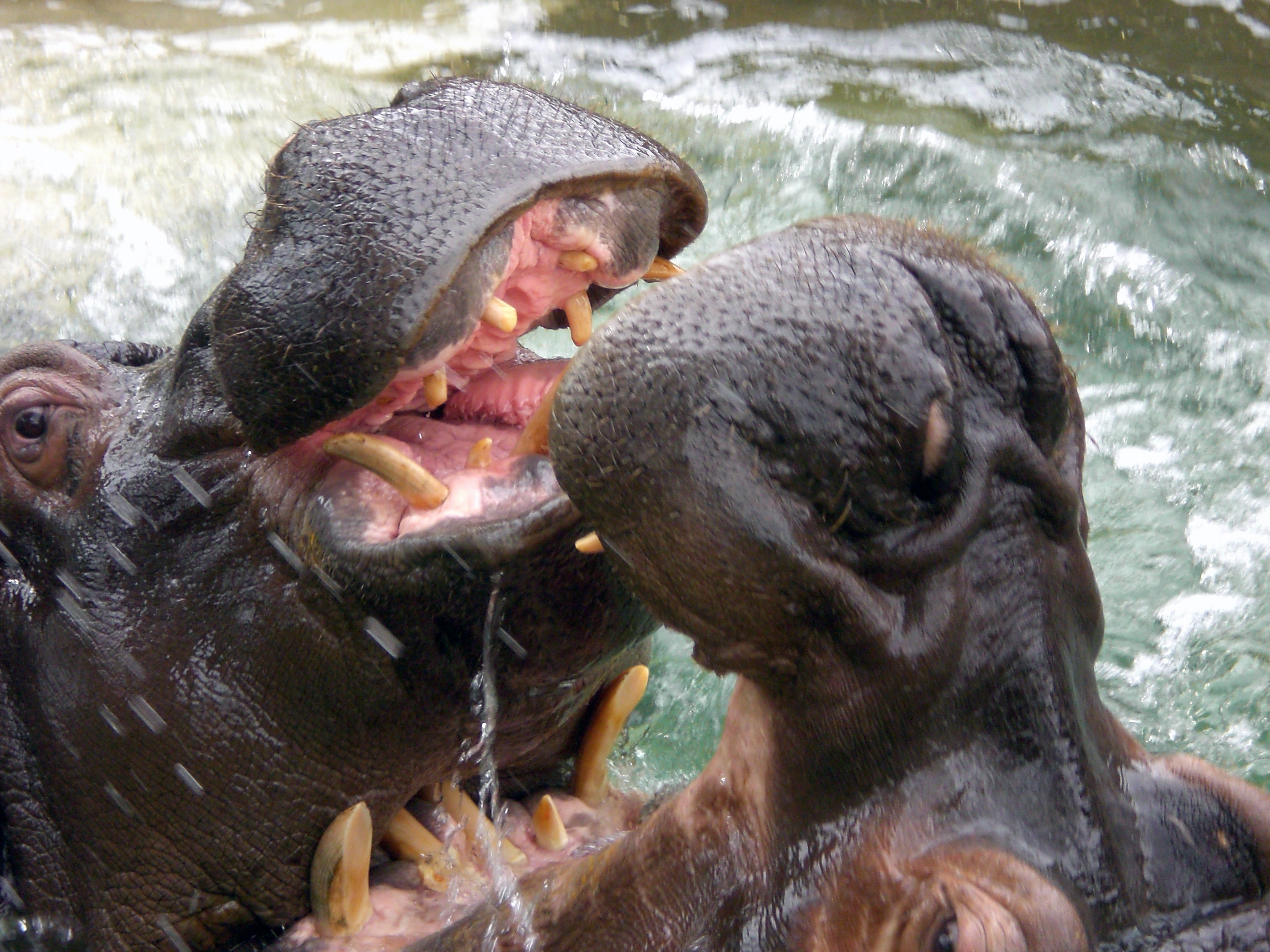
Hipopótamos luchando en el zoo de Barcelona.

Aunque no es un animal estrictamente nocturno, son activos durante la noche. Pasan la mayor parte del día durmiendo o revolcándose en el agua o el barro junto a los demás miembros de su grupo. El agua les sirve para mantener la temperatura de su cuerpo baja y para impedir que su piel se reseque. Excepto para comer, la mayor parte de sus vidas (cortejo, luchas entre ellos, parto) ocurren en el agua.
Dejan el agua al anochecer y se desplazan tierra adentro, a veces hasta ocho kilómetros, para pastar en zonas de hierba corta, su fuente principal de alimento, que extraen entera ayudándose de los labios. Pasan de cuatro a cinco horas pastando y pueden consumir cerca de setenta kilogramos de hierba cada noche (aproximadamente un 5% de su peso). Como la mayoría de los herbívoros, consumirán otro tipo de plantas si se da la ocasión, pero su dieta en estado silvestre consiste casi completamente en hierba, con un consumo mínimo de plantas acuáticas. Se les ha visto en algunas ocasiones comiendo carroña, pero muy raramente y siempre cerca del agua e incluso hay informes de casos de canibalismo y depredación. La anatomía del estómago de los hipopótamos no es adecuada para una dieta carnívora, por lo que la ingesta de carne se debe probablemente a comportamientos aberrantes o estrés nutricional.
Aunque su dieta es sobre todo a base de hierbas terrestres, dado que pasan la mayor parte del tiempo en el agua la mayor parte de sus defecaciones se producen en el agua, creando depósitos alóctonos de materia orgánica en los lechos de los ríos. Estos depósitos no tienen una función ecológica clara. A causa de su tamaño y su hábito de utilizar generalmente los mismos caminos para alimentarse, los hipopótamos puede tener un impacto significativo en la tierra que atraviesan, tanto porque esas zonas quedan libres de vegetación como por las depresiones en la tierra. Si esto se produce durante periodos prolongados pueden desviar los cauces de pantanos y canales.
Los hipopótamos adultos no flotan y no pueden nadar. Cuando se encuentran en aguas profundas, se propulsan generalmente dando pequeños saltos por el fondo; se mueven a velocidades superiores a ocho kilómetros por hora en el agua. Sin embargo, los jóvenes sí flotan y se desplazan generalmente nadando con impulsos de sus patas traseras. Los adultos emergen a respirar cada tres o cinco minutos y los jóvenes tienen que respirar cada dos o tres minutos. El proceso de la salida a la superficie y de respiración es automático e incluso un hipopótamo que duerma bajo el agua subirá y respirará sin despertarse. Cuando se sumergen cierran las narinas.
Estudiar la interacción entre machos y hembras ha sido durante mucho tiempo complicado. Al no existir un dimorfismo sexual en esta especie, es muy difícil distinguirlos en estado silvestre. Aunque les guste estar en proximidad unos de otros, no parece que formen uniones sociales excepto entre madres e hijos y no son animales sociales. La razón por la que se reúnen tan próximos unos a otros es desconocida.

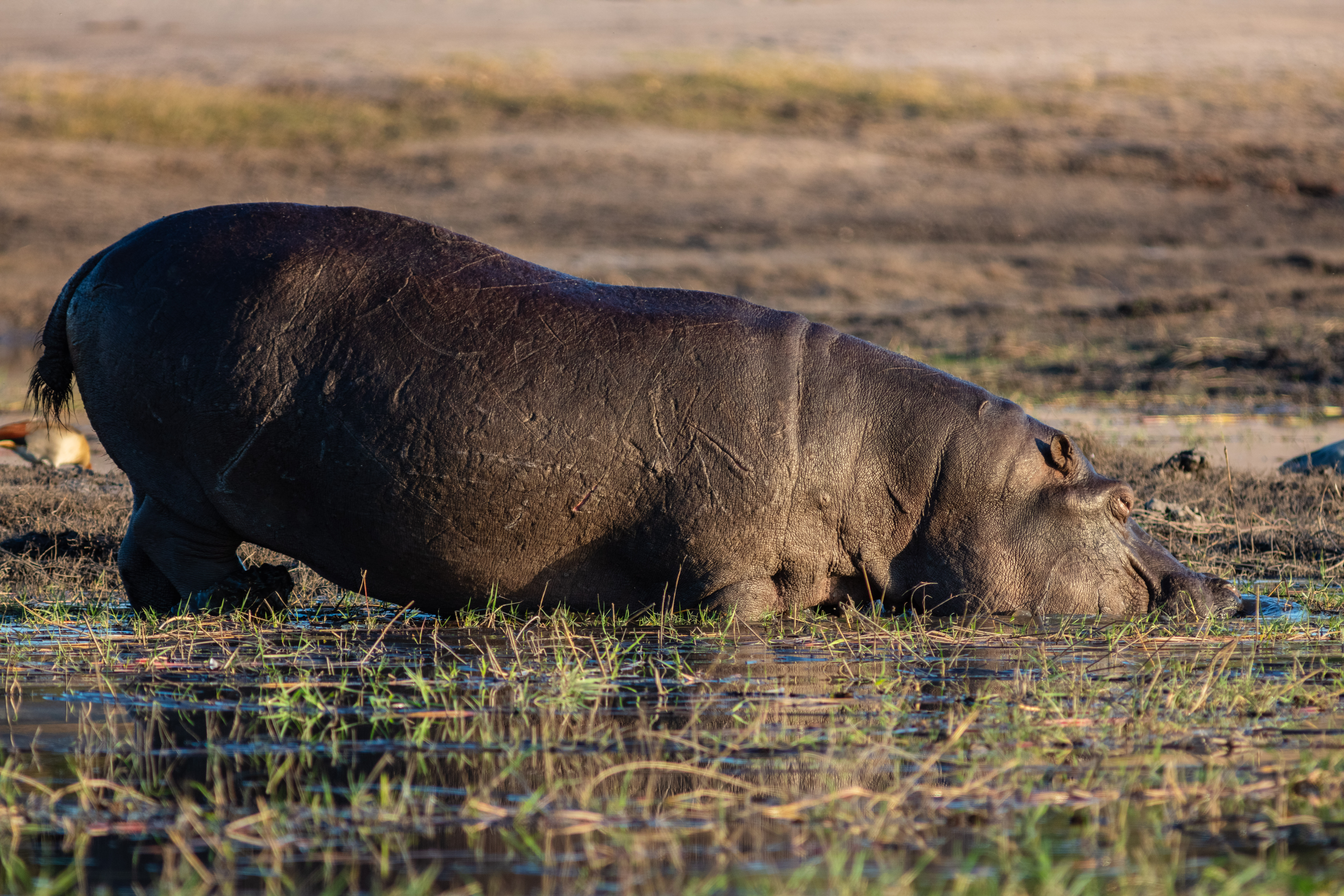
Ejemplar introduciéndose en el agua.

Solo son territoriales en el agua, donde un macho controla una pequeña extensión del río de unos 250 m de longitud de media para establecer derechos de apareamiento y que contiene unas diez hembras. Los grupos más numerosos pueden contener hasta cien individuos. Permiten la presencia de otros machos en su zona, pero siempre que se someta a la autoridad del macho dominante. Dentro de los grupos se tiende a segregar por género. Los machos jóvenes permanecen con otros machos solteros, las hembras permanecen junto a otras hembras y el macho dominante permanece solo. Cuando dejan el agua para ir a comer, lo hacen individualmente.
Los hipopótamos parece que se comunican verbalmente, por gruñidos y bramidos y se cree que pueden tener cierta capacidad de ecolocalización, pero el objeto de estas vocalizaciones se desconoce. Pueden mantener la cabeza parcialmente por encima del agua y emitir un grito que viaja tanto por el agua como por el aire y responden a él tanto los hipopótamos que están dentro como fuera del agua.
Tienen muy pocos depredadores, pero los cocodrilos del Nilo, leones y hienas pueden cazar hipopótamos jóvenes.

### Ciclo vital

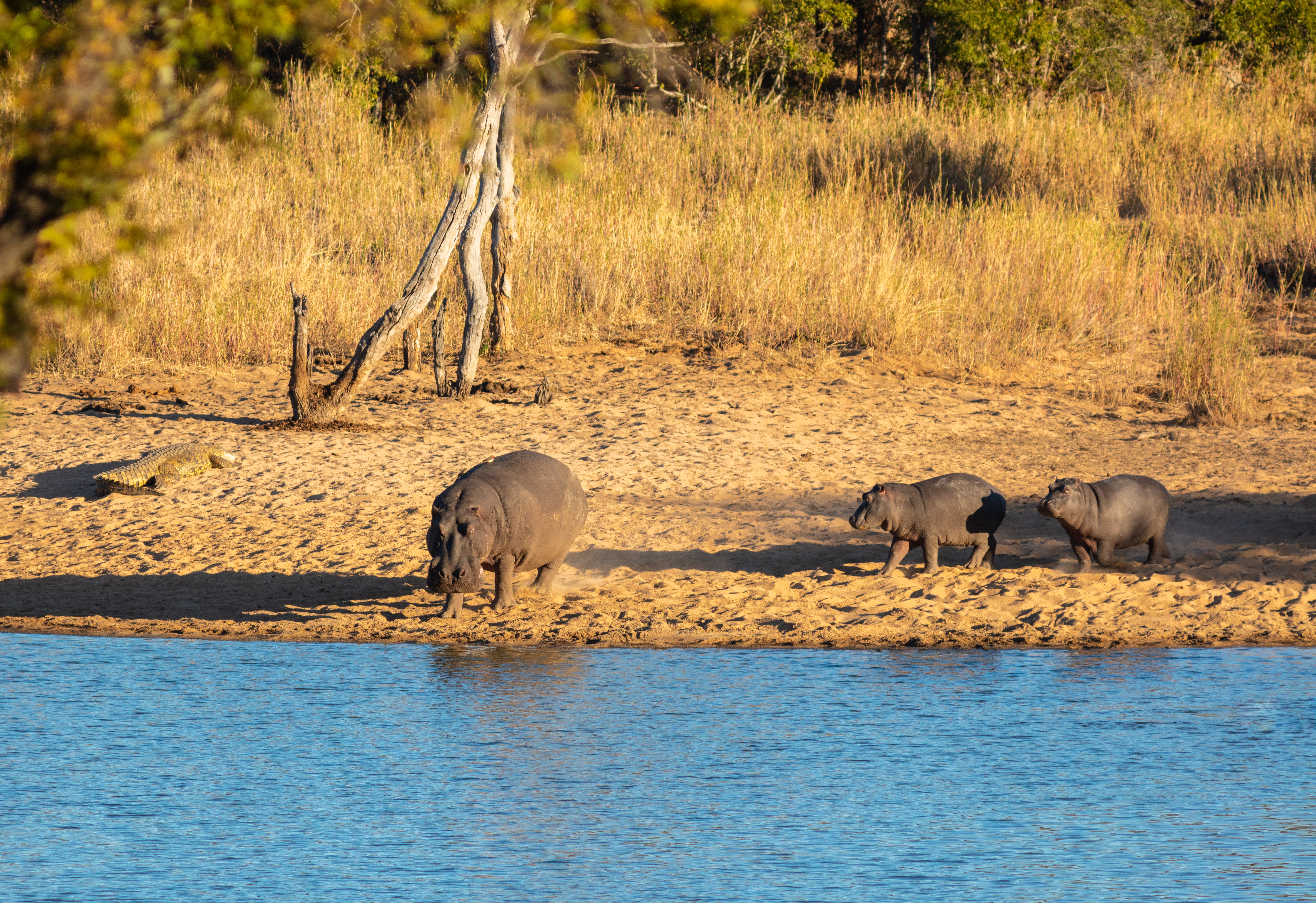
Familia de hipopótamos salvajes bañándose en el parque nacional Kruger, Sudáfrica.

Su longevidad media se sitúa entre los cuarenta años de edad en estado silvestre y cincuenta años en cautividad. El hipopótamo de mayor edad del que existe constancia recibía el nombre de «Tanga», que vivió en Múnich (Alemania) y murió en 1995 a la edad de 61 años.
Los machos alcanzan la madurez alrededor de los siete años de edad y las hembras alcanzan la madurez sexual a los cinco o seis años de edad y tienen un período de gestación de ocho meses. Las hembras pueden comenzar la pubertad a los tres o cuatro años.
Un estudio sobre su comportamiento reproductivo en Uganda mostró que el mayor número de concepciones se produjeron durante el final de la temporada húmeda en el verano, y el mayor número de nacimientos ocurrió a principios de la temporada húmeda a finales del invierno. Esto es debido al ciclo estral de las hembras; como en la mayoría de los grandes mamíferos, los espermatozoides de los machos permanecen activos durante todo el año. Otros estudios realizados en Zambia y Sudáfrica también mostraron que los nacimientos ocurren al principio de la temporada húmeda. Después del embarazo, por lo general una hembra no volverá a ovular durante diecisiete meses.
El apareamiento se produce en el agua, con la hembra sumergida durante la mayor parte del encuentro y emergiendo su cabeza periódicamente para tomar aire. Son uno de los pocos mamíferos que dan a luz bajo el agua, como los cetáceos y sirénidos. Las crías nacen también bajo el agua, con un peso de entre 25 y 45 kg y una longitud media de 127 cm y debe nadar hasta la superficie para tomar su primer aliento. Por lo general paren una única cría, aunque se dan casos de dos. Los jóvenes a menudo se apoyan en la espalda de sus madres cuando el agua que es demasiado profunda para ellos. Nadan bajo el agua para amamantarse, aunque también lo hacen en tierra si la madre sale del agua. El destete se produce entre seis y ocho meses después del nacimiento y la mayor parte de las crías son totalmente independientes cuanto alcanzan el año de edad.
Como muchos otros grandes mamíferos, la estrategia reproductiva de los hipopótamos se califica como selección K, con una única cría grande y bien desarrollada cada varios años, a diferencia de los mamíferos pequeños, como los roedores, que dan a luz varias crías poco desarrolladas varias veces al año (selección r).

### Comportamiento agresivo

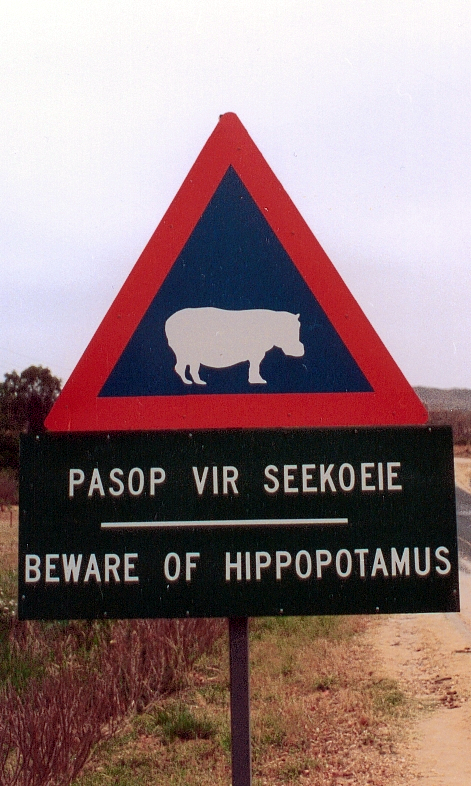
Señal de aviso.

Los hipopótamos son animales agresivos; los adultos son hostiles incluso con los cocodrilos, que a menudo viven en los mismos ríos y lagunas, especialmente cuando sus crías están entre el grupo. Son muy agresivos hacia los humanos y a menudo están considerados como uno de los animales más peligrosos de África y hay constancia de ataques a personas en barcas.
Para marcar su territorio o incluso como un sistema de señalización u orientación, los machos (y, en mucha menor medida, las hembras) hacen girar sus colas mientras defecan, para distribuir su excremento por una zona más extensa y son retromingentes (descargan la orina hacia atrás), probablemente por el mismo motivo.
Es muy raro que se maten entre ellos, incluso durante luchas territoriales. Por lo general un macho dominante y un joven soltero que lo haya retado dejarán de luchar cuando está claro que uno de los dos es más fuerte. Cuando una zona está densamente poblada o cuando un hábitat comienza a hacerse pequeño, los machos dominantes intentarán en ocasiones matar a las crías, aunque las madres los defenderán de forma muy agresiva, llegando incluso a matar al macho; este tipo de comportamiento no se da en condiciones normales. Hay documentados algunos incidentes de canibalismo, pero se cree que es un comportamiento de individuos angustiados o enfermos, no de animales sanos.

## Estado de conservación

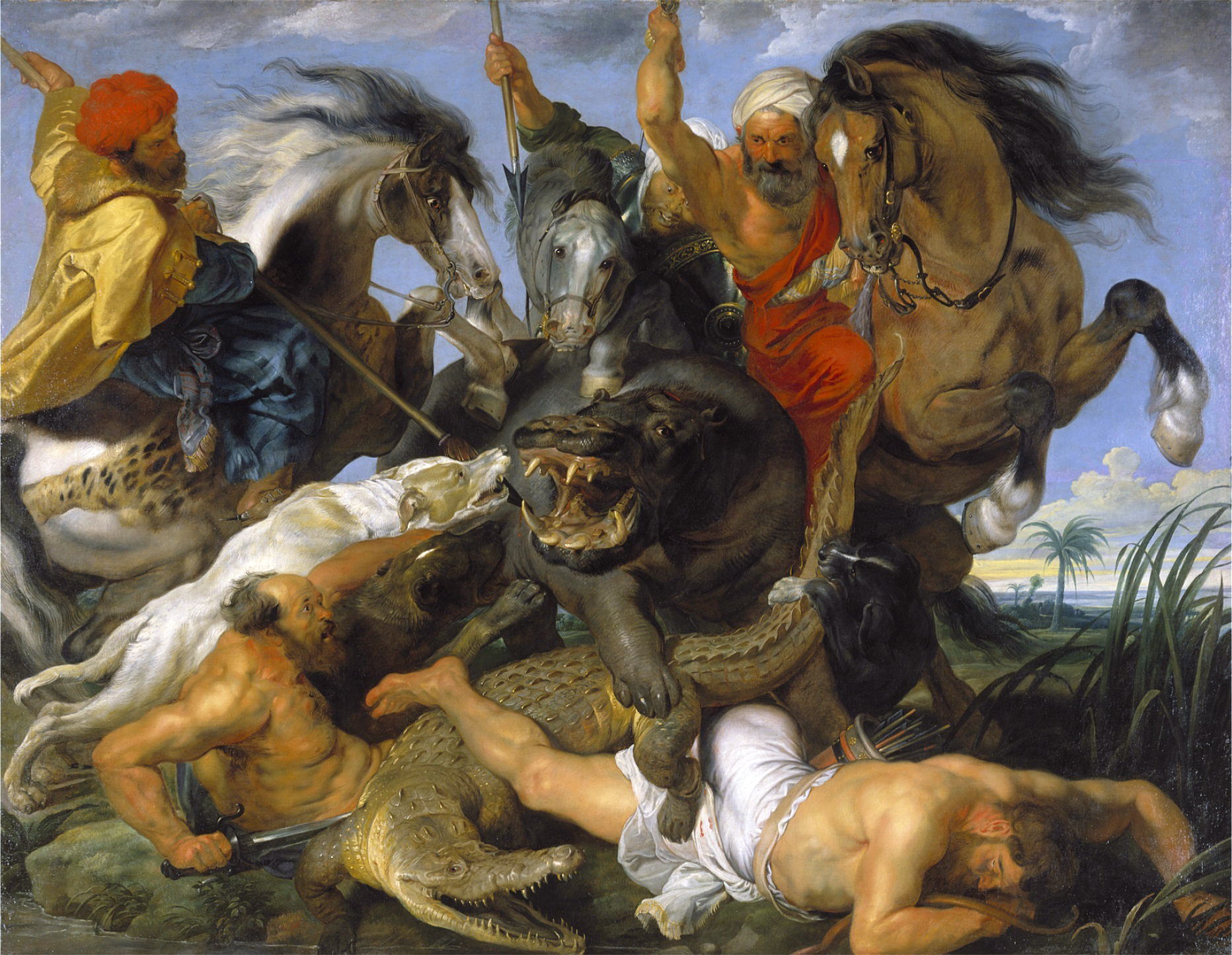
La caza del hipopótamo (1617), de Peter Paul Rubens.

Pruebas genéticas indican que el hipopótamo común en África experimentó una importante expansión demográfica durante o después del Pleistoceno, atribuida a un aumento de zonas acuáticas a finales de esa era. Estas conclusiones tienen una importante implicación en la conservación de sus poblaciones dado que actualmente se encuentran amenazados por todo el continente debido a la pérdida de zonas de agua dulce. El hipopótamo común también es víctima de la caza no regulada y la caza furtiva. En mayo de 2006 fue identificado como especie vulnerable en la Lista Roja confeccionada por la Unión Internacional para la Conservación de la Naturaleza (UICN), con una población estimada de entre ciento veinticinco mil y ciento cincuenta mil individuos, con una decadencia de entre el siete y el veinte por ciento desde el estudio de 1996 de la UICN.
Su población disminuyó de forma dramática en la República Democrática del Congo. La población del parque nacional Virunga cayó hasta los ochocientos o novecientos ejemplares desde los aproximadamente veintinueve mil existentes a mediados de los años 1970. Este declive se atribuye a las alteraciones causadas por la segunda guerra del Congo. Se cree que los cazadores furtivos son los antiguos rebeldes hutu, soldados congoleños mal pagados y grupos de milicias locales. Entre las razones de la existencia de la caza furtiva se encuentra la creencia que son animales poco inteligentes, dañinos para la sociedad y también por el dinero. La venta de carne de hipopótamos es ilegal, pero las ventas del mercado negro son difíciles de controlar por parte de los vigilantes del parque nacional Virunga.

## Taxonomía y filogenia

### Clasificación
El hipopótamo común es la única especie viva de Hippopotamus, el género tipo de la familia de los hipopotámidos (Hippopotamidae). El hipopótamo pigmeo pertenece a un género diferente dentro de Hippopotamidae, Choeropsis o Hexaprotodon. En ocasiones se utiliza la subfamilia Hippotominae, y algunos taxonomistas agrupan las familias Hippopotamidae y Anthracotheriidae en la superfamilia Anthracotheroidea o Hippopotamoidea.

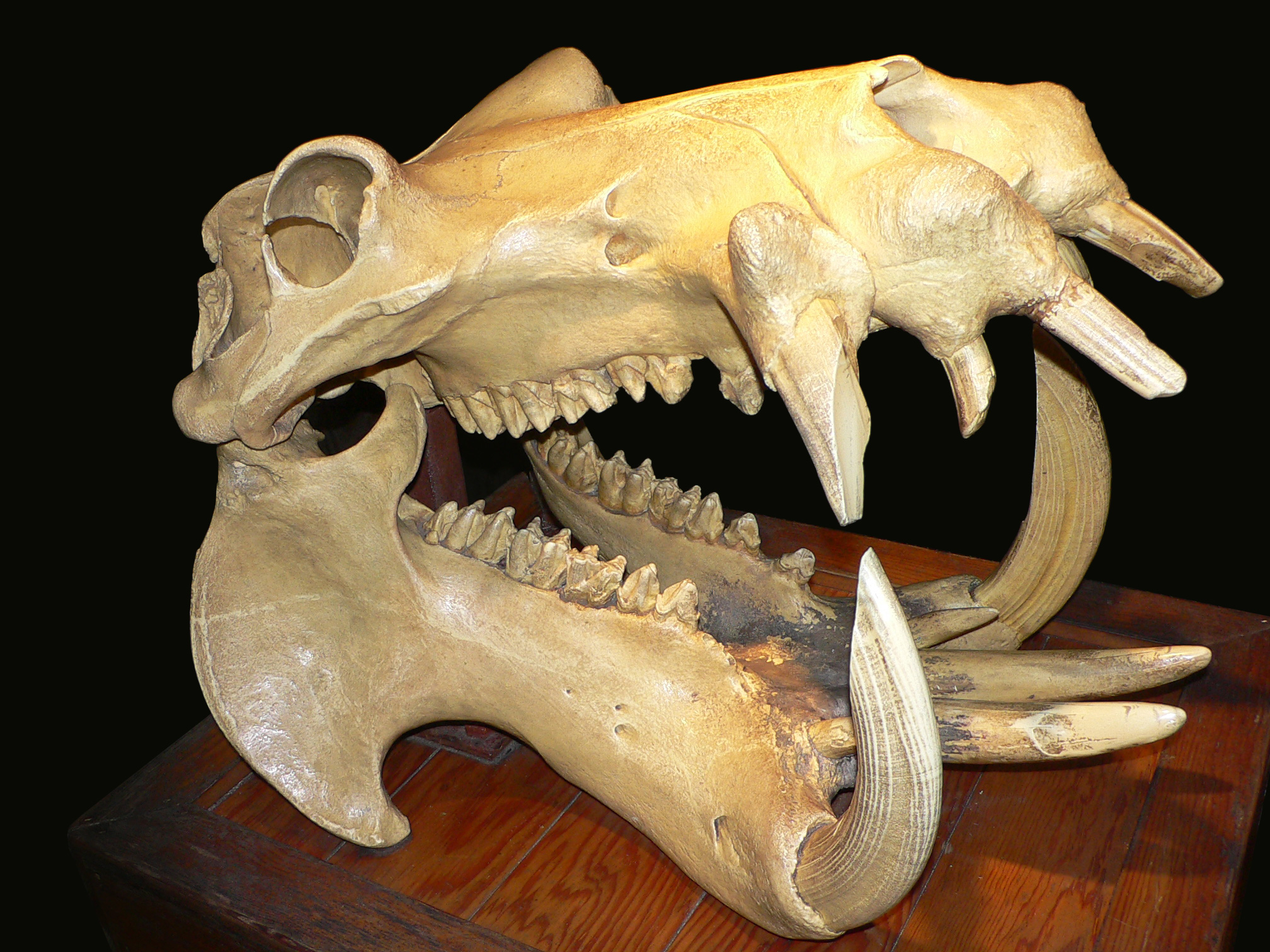
Cabeza ósea de un hipopótamo.

Los hipopotámidos se clasifican, junto con otros ungulados, en el orden Artiodactyla. Los artiodáctilos incluyen, entre otros, a camellos, vacas, ciervos y cerdos, aunque los hipopótamos no están estrechamente relacionados con estos grupos.
Se han descrito cinco subespecies basándose en las diferencias geográficas y la morfología de sus cráneos (Lydekker, 1915):
- H. a. amphibius - (la subespecie nominal) que se extendía desde Egipto, donde actualmente está extinta, sur del río Nilo a Tanzania y Mozambique.
- H. a. kiboko - en el Cuerno de África, Kenia y Somalia. Kiboko es el nombre en suajili de los hipopótamos. Amplias narinas y zona interorbital más profunda.
- H. a. capensis - desde Zambia a Sudáfrica. El cráneo más aplanado de todas las subespecies.
- H. a. tschadensis - a lo largo del África occidental hasta, como su nombre indica, Chad. Ligeramente más corta y cara más amplia, con órbitas prominentes.
- H. a. constrictus - en Angola, sur del Congo y Namibia. Recibe este nombre por su profunda constricción preorbital.

Las subespecies propuestas nunca se utilizaron de forma extensiva ni fueron validadas por biólogos de campo; las diferencias morfológicas descritas eran lo suficientemente pequeñas como para que fueran una simple variación en muestras no representativas. Análisis genéticos han probado la existencia de tres de estas subespecies; un estudio del año 2005 mediante el examen del genoma mitocondrial de biopsias de muestras de piel tomadas de trece localizaciones geográficas, considerando la diversidad genética y la estructura entre las poblaciones de hipopótamos a través del continente, mostró una baja pero significativa diferenciación genética entre H. a. amphibius, H. a. capensis y H. a. kiboko. Ni la existencia de H. a. tschadensis ni la de H. a. constrictus han sido probadas.

## Relación con los humanos

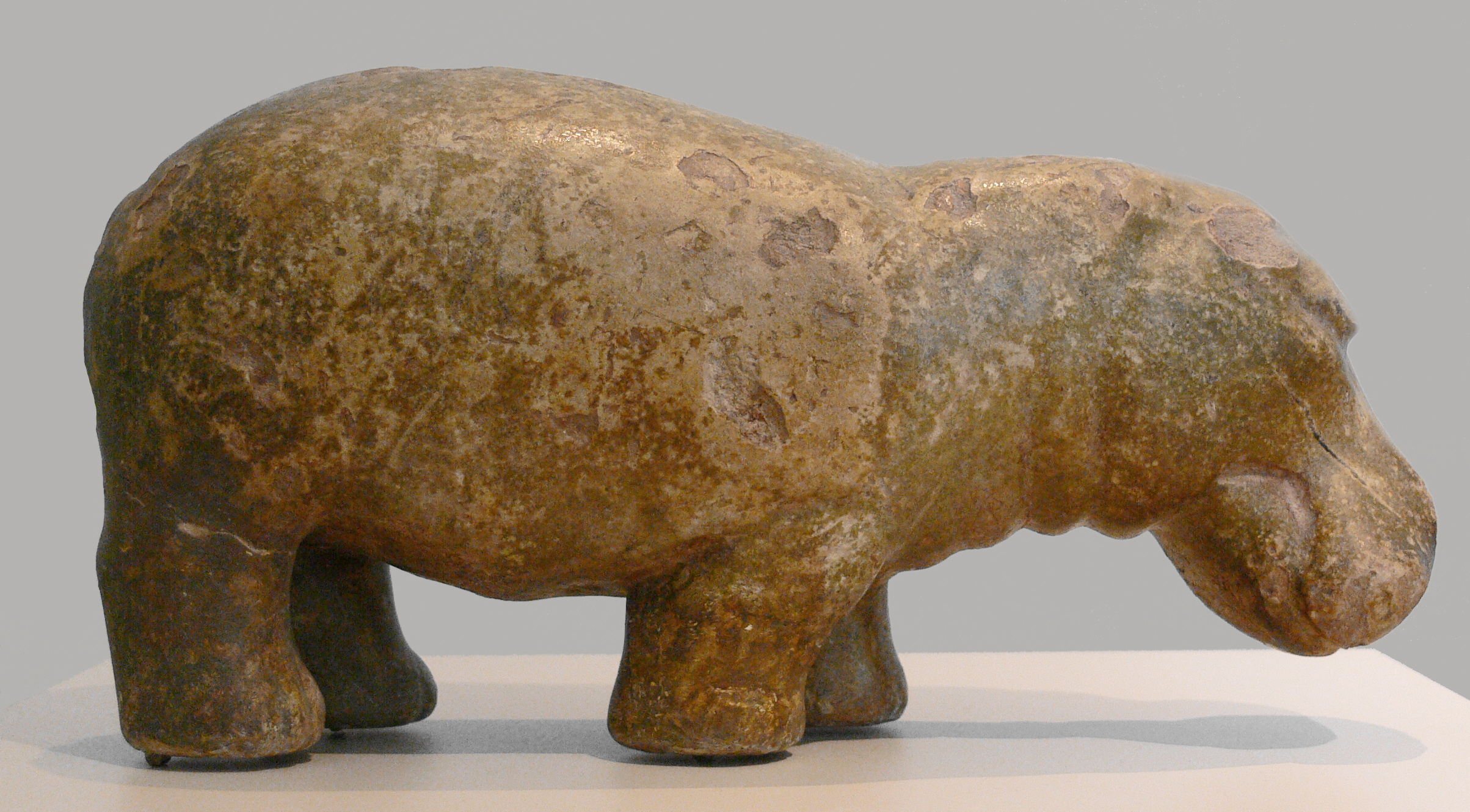
Escultura de fayenza del Imperio Nuevo de Egipto (en torno a 1500-1300 a. C.), cuando el hipopótamo común todavía se extendía a lo largo del Nilo.

Las evidencias más tempranas de la relación entre humanos e hipopótamos son diversas marcas de cacerías en huesos de estos mamíferos encontrados en la formación Bouri, datados como de hace aproximadamente ciento sesenta mil años. Se han encontrado grabados y pinturas rupestres posteriores que mostraban cacerías de hipopótamos en las montañas del Sáhara central, datados como de hace cuatro mil a cinco mil años, cerca de Djanet en Tassili n'Ajjer. Estos animales eran bien conocidos entre los antiguos egipcios, que los consideraban como feroces habitantes del Nilo. En la mitología egipcia, Tueris, diosa de la fertilidad y protectora de las embarazadas, tenía cabeza de hipopótamo, pues los antiguos egipcios reconocían el carácter protector de las hembras hacia sus jóvenes.
El hipopótamo era conocido por los historiadores desde la Antigüedad clásica. El historiador griego Heródoto lo describió en sus Historias (Circa 440 a. C.) y el historiador romano Plinio el Viejo escribió sobre el hipopótamo en su enciclopedia Naturalis historia (c. 77 d. C.).

### En los zoológicos

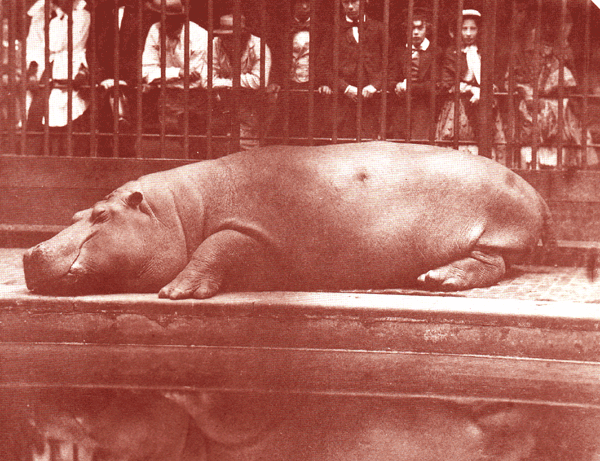
Obaysch en el Zoológico de Londres en 1852.

Los hipopótamos han sido desde hace mucho tiempo animales populares en los zoológicos. El primer hipopótamo en un zoo en la historia moderna fue Obaysch que llegó al Zoo de Londres el 25 de mayo de 1850, donde atrajo hasta diez mil visitantes diarios e inspiró una canción popular, la Polca del hipopótamo. Desde entonces han seguido siendo animales populares de los zoos, teniendo en cuenta además que generalmente se reproducen bien en cautividad, aunque su índice de natalidad es más bajo que en la naturaleza, pero esto se atribuye a que los zoológicos no intentan reproducir en mayor medida a estos animales dado su gran tamaño y con un mantenimiento relativamente caro.
La mayor parte de los hipopótamos de los zoos nacieron en cautividad. Hay suficientes ejemplares en el sistema internacional de zoológicos como para que resultara innecesaria la introducción de individuos en la naturaleza si los zoos cooperaran en el mantenimiento de la diversidad genética de la reserva reproductora.
Como muchos animales de los zoos, estos grandes mamíferos fueron tradicionalmente mostrados en expositores dedicados, que por lo general tenían un estanque de agua y una parcela de hierba. En los años 1980, se empezaron a diseñar lugares de exposición que reflejaban de una forma más precisa los hábitats naturales de los animales. Por ejemplo, en el hipoacuario del Zoo de Toledo (Ohio) construyeron un estanque para hipopótamos de cerca de 1 500 000 l de capacidad y en 1987 los investigadores pudieron grabar por primera vez un nacimiento bajo el agua (como en la naturaleza) en este zoo y este animal se hizo tan popular que un hipopótamo se convirtió en el logotipo del zoológico.

### En la cultura

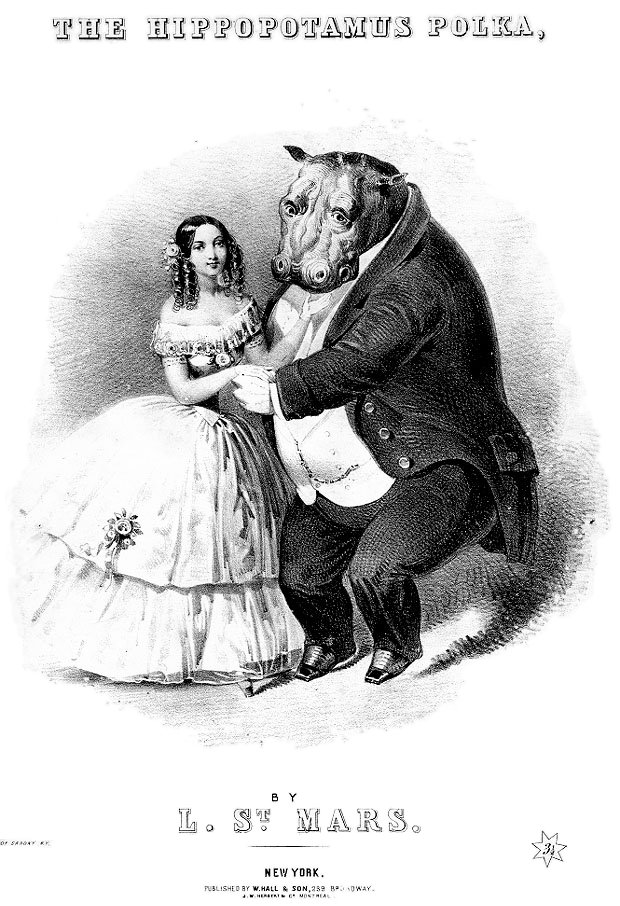
Cubierta de la partitura de la Polca del hipopótamo. La insólita representación de hipopótamos bailando fue utilizada en la película de Disney Fantasía.

Este animal era conocido por los griegos y romanos antiguos como la «Bestia del Nilo». Un hipopótamo rojo podría ser la representación del dios Seth en la religión del Antiguo Egipto y su consorte Tueris también parece ser la representación de un hipopótamo. También se piensa que el monstruo Behemot del Libro de Job (40:15-24) está basado en este animal.
Desde que Obaysch inspiró la Polca de hipopótamo, los hipopótamos han sido animales populares en la cultura occidental por su aspecto corpulento que muchos consideran cómico. Historias de hipopótamos como Huberta, que se convirtió en una celebridad en Sudáfrica en los años 1930 por su viaje de 1600 km a través del país o la historia de Owen y Mzee, un hipopótamo y una tortuga que desarrollaron una amistad poco común, han divertido a la gente que ha comprado libros, objetos promocionales y todo tipo de juguetes de hipopótamos, como el Tragabolas. También se les menciona en el villancico I Want a Hippopotamus for Christmas (Quiero un hipopótamo por Navidad) que hizo popular Gayla Peevey en 1953.
También han sido populares personajes de historietas, donde su aspecto corpulento se usa como efecto divertido. La película de Disney Fantasía presentó a una bailarina hipopótamo que baila en la ópera La Gioconda. Otros personajes de animación incluyen al popular Pepe Pótamo de los estudios Hanna-Barbera, Flavio y Marita en Animaniacs, el dúo francés Pat y Stanley, Tasha en los Backyardigans o Gloria y Moto-Moto de las películas de DreamWorks Madagascar y Madagascar 2: Escape de África.
En el deporte del ajedrez, existe una apertura denominada defensa hipopótamo, un poco común aunque sólido sistema de defensa.